# Hans Stigleitner
Hans Stigleitner (* 16. September 1899 in Wien; † 11. April 1945 ebenda) war ein österreichischer Jurist und Politiker.

## Leben
Als Sohn eines Kaufmanns geboren, besuchte er ein Gymnasium in Wien. Am Ersten Weltkrieg nahm er 1917 bis 1918 teil und erhielt mehrere Tapferkeitsauszeichnungen.
Stigleitner studierte Rechtswissenschaften an der Universität Wien und an der Hochschule für Welthandel. Während seines Studiums wurde er 1919 Mitglied der Burschenschaft Alania Wien. In den Jahren 1920/21 engagierte er sich im Verein Abstimmung in Oberschlesien. Dem Freikorps Ostmark gehörte er von 1922 bis 1925 an und war später in der Deutschen Wehr aktiv. Er war als Mitarbeiter des Freikorpsführer Kapitänleutnant Krüger tätig. 1923 wurde er zum Dr. iur. promoviert.
Er übernahm eine führende Funktion im Verein der Reichsdeutschen, Zweigstelle Wien und wurde Angestellter der Centralbank der deutschen Sparkassen in Österreich. 1923 wurde er Sekretär im Reichsverband der deutschen Sparkassen in Österreich. 1925 trat er in die Großdeutsche Volkspartei ein. 1926 scheiterte er mit der Gründung eines zentralen Geldinstituts. 1928 war Stigleitner als Verbandsanwalt des Reichsverbandes deutscher Sparkassen in Österreich tätig. 1931 wurde er als Vertreter der Großdeutschen Volkspartei und des Landbundes in das Exekutivkomitee und den Verwaltungsrat der Creditanstalt gewählt. In der Zeit des Ständestaates gehörte er als Vertreter der Unselbstständigen im Geld-, Kredit- und Versicherungswesens dem Bundeswirtschaftsrat an, war Mitglied des Garantiefonds und der Treuhandstelle für das Fremdenbeherbergungsgewerbe und wurde beeideter Sachverständiger für Kreditwesen. 1937 gründete er die Girovereinigung der Sparkassen. Er wurde Mitglied des Exekutivkomitees und der Verwaltungskommission der Zentralsparkasse der Gemeinde Wien. Stigleitner war Börsenrat und Schatzmeister des Internationalen Instituts des Sparwesens in Mailand. 1937 war er Proponent des Deutsch-Sozialen Volksbundes, der die NSDAP in das politische System Österreichs eingliedern wollte. 1938 wurde er Generalsekretär der Ersten Österreichischen Sparkasse. Nachdem er bereits seit 1933 in Kontakt mit der NSDAP stand, wurde er im Januar 1938 Mitglied der nationalsozialistischen Betriebszelle und kam im März 1938 in den Bankenrat der NSDAP.
Nach dem Anschluss Österreichs 1938 musste er alle politischen Funktionen abgeben. Sein Aufnahmeantrag in die NSDAP wurde zweimal abgewiesen. Stigleitner war Mitglied des NS-Rechtswahrerbundes, der Deutschen Arbeitsfront (DAF) und des NS-Altherrenbundes. Er war förderndes Mitglied der SS. Es folgte seine Ernennung zum Beauftragten des Staatskommissärs in der Privatwirtschaft für das Sparkassenwesen. Er war an personellen Säuberungsaktionen beteiligt. Stigleitner war Ratsherr der Stadt Wien (1939–1944) und Mitglied des Beirates für die Stadtkämmerei. Nach dem Münchner Abkommen 1938 organisierte er das Sparkassenwesen im Protektorat Böhmen und Mähren; im selben Bereich beriet er 1939 bis 1940 den Reichskommissar für Polen und anschließend den Reichskommissar für die Niederlande. 1941 war er nach dem Jugoslawienfeldzug in der zur Eingliederung ins Deutsche Reich vorgesehenen Untersteiermark und in Oberkrain für das Sparkassenwesen zuständig. Er gehörte dem Aufsichtsrat der Deutschen Girozentrale-Deutsche Kommunalbank Berlin an, war Mitglied des Verwaltungsausschusses der Steiermärkischen Bank und des Reichskreditausschusses für die Behandlung der reichsverbürgten Kredite im Rahmen der Kredite für die gewerbliche Wirtschaft Österreichs. Er saß im Aufsichtsrat der Harlander Baumwollspinnerei und Zwirnfabrik sowie der Lodscher Nähgarnmanufaktur.
Am 11. April 1945 wurde er auf offener Straße von Unbekannten erschossen.

## Veröffentlichungen (Auswahl)
- Gold-Börsenwesen. 1928.
- Geschichte des in- und ausländischen Sparkassenwesens. 1928.
- Grundlagen der Volkswirtschaftslehre. 1928.
- Grundzüge der Finanzwissenschaft. 1929.
- Die Sparkassen Österreichs. Wien 1930.